# Aobōzu

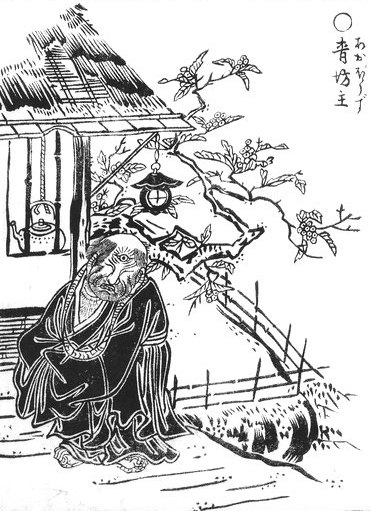
Aobōzu en el Gazu Hyakki Yakō.

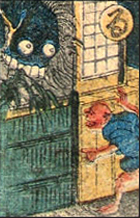
Aobōzu mostrado en una tarjeta obake karuta.

El Aobōzu (青坊主?   "monje azul") es un tipo de yōkai (fantasma folklórico japonés) que apareció en el libro Gazu Hyakki Yakō del artista Toriyama Sekien, en el siglo XVIII. Es descrito como un monje budista de piel azul y un solo ojo.
Se cree que tiene relación directa con Hitotsume-kozō, un monje cíclope que aparece en muchos dibujos sobre yokai como el Hyakkai-Zukan de  Sawaki Suushi en 1737.